# Kristiania Boxeklub
Kristiania Boxeklub blev stiftet den 15. januar 1909 med tandlægestudenten Bjarne Bühring Dehli som formand. Klubben havde i begyndelsen 45 medlemmer og trænede om onsdagen i Turnhallen i Kristiania. På grund af politiets forbud mod offentlige konkurrencer blev bokseklubben nedlagt året efter. Uden indtægter fra stævner havde klubben ikke råd til at overholde deres budget. Klubben arrangerede de første Norgemesterskab i 1909 og nogen propagandastævner i og udenfor Kristiania.